# Jacques Jublin
Jacques Jublin, né en 1943, est un journaliste et dirigeant de presse écrite et de télévision français.

## Biographie
Entre 1978 et 1984, Jacques Jublin collabore aux quotidiens Le Monde et Les Échos avant de fonder un titre concurrent inspiré du quotidien américain The Wall Street Journal, davantage tourné vers l’international et la macroéconomie, La Tribune. Le journal est lancé en 1985 avec Philippe Labarde et Jean-Michel Quatrepoint, deux autres journaliste du quotidien Le Monde, sous la houlette de l'homme d'affaires Bruno Bertez qui dirige alors plusieurs supports spécialisés comme La Vie française ou L’Agefi. Jacques Jublin est le directeur adjoint de la rédaction jusqu'en 1992, lors de la vente du titre par le groupe L'Expansion à Georges Ghosn. En mars 1993, lorsque Philippe Labarde quitte à son tour le journal pour retourner à la rédaction du quotidien Le Monde, le poste de directeur de la rédaction reste vacant de longs mois. Le nouveau propriétaire LVMH cherche un remplaçant et il est finalement attribué à Jacques Jublin en mai 1995. Toutefois, ce retour ne dure qu'une année et il démissionne de ce poste, remplacé par Yvan Levaï, en octobre 1996.
En novembre 1998, Jacques Jublin rejoint La Lettre de l'Expansion et en mars 1999, il est nommé rédacteur en chef du Quotidien de l'Expansion, lancé sur Internet.
En mars 2001, alors que sa carrière est alors principalement consacrée à la presse écrite, Jacques Jublin est nommé directeur de la rédaction de i>Télévision, la chaîne d'information du groupe Canal+. Sa mission consiste à concevoir et mettre en œuvre dans les deux mois, un nouveau concept éditorial plus généraliste que le précédent. Il compte alors « élargir le champ d'action d'i>Télévision en parlant de vie quotidienne, de culture, de sport, d'économie, de technologie ou de livres ». Il quitte toutefois ce poste, en juin 2001, au moment où le groupe Canal+ connaît plusieurs bouleversements, dont le départ de son président, Pierre Lescure. En 2002, il intègre "France 5" comme rédacteur en chef-éditorialiste d'une émission quotidienne matinale, baptisée "Ecomatin", présentée par Rachid Arab et produite par CBS TV, animée par Remi Champseix.

## Distinction
En mai 2010, il est fait chevalier dans l'Ordre national du Mérite., Le 1er janvier 2015, il est nommé chevalier dans l'Ordre de la légion d'Honneur

## Arts et littérature
Le Plan Calcul, une des premières grandes enquêtes du journaliste, menée avec son confrère Jean-Michel Quatrepoint, du quotidien Le Monde, au milieu des années 1970, est au centre de Comédies Françaises, un roman-enquête d’Eric Reinhardt publié en 2020 aux Éditions Gallimard. Le roman, consacré au lobbying, est une fiction-enquête, évoquant comment Ambroise Roux patron de la CGE a obtenu du président Valéry Giscard d'Estaing en 1974-1975, au début des surfacturations aux PTT, l'abandon du Plan Calcul, d'Unidata, de la Délégation Générale à l'Informatique, et du Réseau Cyclades.